# Guadalupe (Rio de Janeiro)
Guadalupe est un quartier de la zone nord de la ville de Rio de Janeiro, au Brésil.

## Présentation
Guadalupe est un quartier de classe populaire, avec un IDH de 0,810 en 2000, se classant ainsi 80e au classement des quartiers les plus développés de Rio. Ses quartiers voisins sont Ricardo de Albuquerque, Anchieta, Pavuna, Costa Barros, Barros Filho, Honório Gurgel, Marechal Hermes et Deodoro.